# Jean de Nanteuil
Jean de Nanteuil, auch Johannes Natolii (* vor 1254; † 1297 oder 1298) war Bischof von Troyes.

## Leben
Jean de Nanteuil war Sohn des Ritters und Dichters Philippe de Nanteuil. Sein Bruder war Kardinal Thibaud de Nanteuil.
Er wurde 1269 durch das Kapitel zum Bischof von Troyes gewählt und wurde damit zum Nachfolger von Nicolas de Brie.
Er starb am 3. August 1297 (oder 1298) in Beauvais. Das gemeinsame Grab der Brüder Thibaud und Jean trägt eine lateinische Versinschrift mit den Schlusszeilen Jungitur huic frater, hos edidit unica mater, Hos junxit funus, fuit horum spiritus unus. Sein Nachfolger als Bischof wurde Jean Guichard.